# ニューベリーポート (マサチューセッツ州)
ニューベリーポート（英: Newburyport）は、アメリカ合衆国マサチューセッツ州のエセックス郡にある都市。ボストンの北56キロメートルに位置している。人口は1万8219人（2020年）。
活発な観光業のある歴史的港町。市域にはプラム島の一部も含まれている。機関付きにしろ帆船にしろレクリエーション用船舶の係留、冬の保管と保守が市の収入の大きな部分を占めている。アメリカ合衆国沿岸警備隊の基地が、特に潮の流れが速いメリマック川で船舶の活動を監視している。
ニューベリーポートの南側を縁取るニューベリー湿地の縁では、産業団地が幅広い職種を提供している。ニューベリーポート・ターンパイク（アメリカ国道1号線）が市街を抜けて北に向かう。南北方向の幹線道州間高速道路95号線が市の西部を通っている。ボストンの外環状道路州間高速道路495号線が近くのエイムズベリーを抜けている。ボストンに向かう通勤鉄道線はニューベリーポートの新しい駅で終わる。昔は北に続いていたボストン・アンド・メイン鉄道は廃線になったが、一部は観光列車線に転換されている。

## 歴史
ニューベリーポートはニューベリー・プランテーション、現在のニューベリーの一部として1635年に設立された。1764年1月28日、マサチューセッツ州議会が「ニューベリーの町の一部をニューベリーポートという名前で新しい町とする法」を成立させた。その法は次のようにうたっていた。
ニューベリーの町は大変大きく、水際に住む住民は商人、交易業者、職人が多く、他の部分に住む住民は主に農夫である。その公的事情を取り扱うには多くの困難さや異論が持ち上がる。そこで、前出の（水際の）部分を別の町として設立する。
この法は1764年2月4日にフランシス・バーナード総督が承認した。新しい町は広さ647エーカー (2.62 km2) とマサチューセッツで一番小さく、357軒の家に2,800人が住んでいた。造船所が3か所あり、橋は無く、渡し船は幾つかあった。そのうち1つは、グリーンリーフ・レーン、現在のステート通りの端にあり、ニューハンプシャー州ポーツマスとボストンの間を走るポーツマス・フライング駅馬車を運んでいた。
この町は繁栄し、1851年には市になった。メリマック川河口近くに位置し、かつては漁業、造船業、海運業の中心であり、また銀器製造業もあった。メリマック・アームズ・アンド・ブラウン・マニュファクチャリング社が、1867年から1873年まで、そのニューベリーポート工場でサウザナー・デリンジャー拳銃を製造していた。マサチューセッツの他所と同様に、ニューベリーポートの昔の船長達は活発に三角貿易に関わり、西インド諸島の糖蜜を輸入し、それから作ったラム酒を輸出した。醸造所は水際に近いマーケット広場周辺にあった。コールドウェルのオールド・ニューベリーポート・ラム酒は、19世紀に入ってもこの地で作られていた。
マサチューセッツでは奴隷を購入するのが違法だったが、他所で購入された奴隷を所有することは合法だった。その結果ハイ通り沿いにある瀟洒な家屋では、アフリカ人やインディアンの奴隷が働いており、その状態はアメリカ独立戦争で新しく結成されたマサチューセッツ州議会が奴隷制度を全て廃止するまで続いた。
奴隷制度についてニューベリーポートでは常に問題があった。説教檀での話題にされることが多かった。独立戦争後は、奴隷制度廃止運動が根付いた。地下鉄道 (秘密結社) に対する貢献では、何人かの市民がアメリカ合衆国国立公園局に認定されている。奴隷制度廃止運動は、ニューベリーポートで生まれ、反奴隷制度の雰囲気の中で育ったウィリアム・ロイド・ガリソンの活動でピークに達した。ガリソンの彫像が、奴隷制度廃止運動家の集会を行ったブラウン広場に建てられている。
ニューベリーポートには、ジョージス・バンクからメリマック川河口までで操業した漁船団があった。独立戦争や米英戦争の間は、私掠船活動の中心だった。1832年頃から多くの捕鯨船が加わった。後にはクリッパー型帆船が建造された。今日のニューベリーポートには、かつて海洋で活躍した痕跡がほとんど残っていない。昔の地図にはメリマック川の水路に伸びていたドックが無くなり、造船所の跡は水際の駐車場になっている。

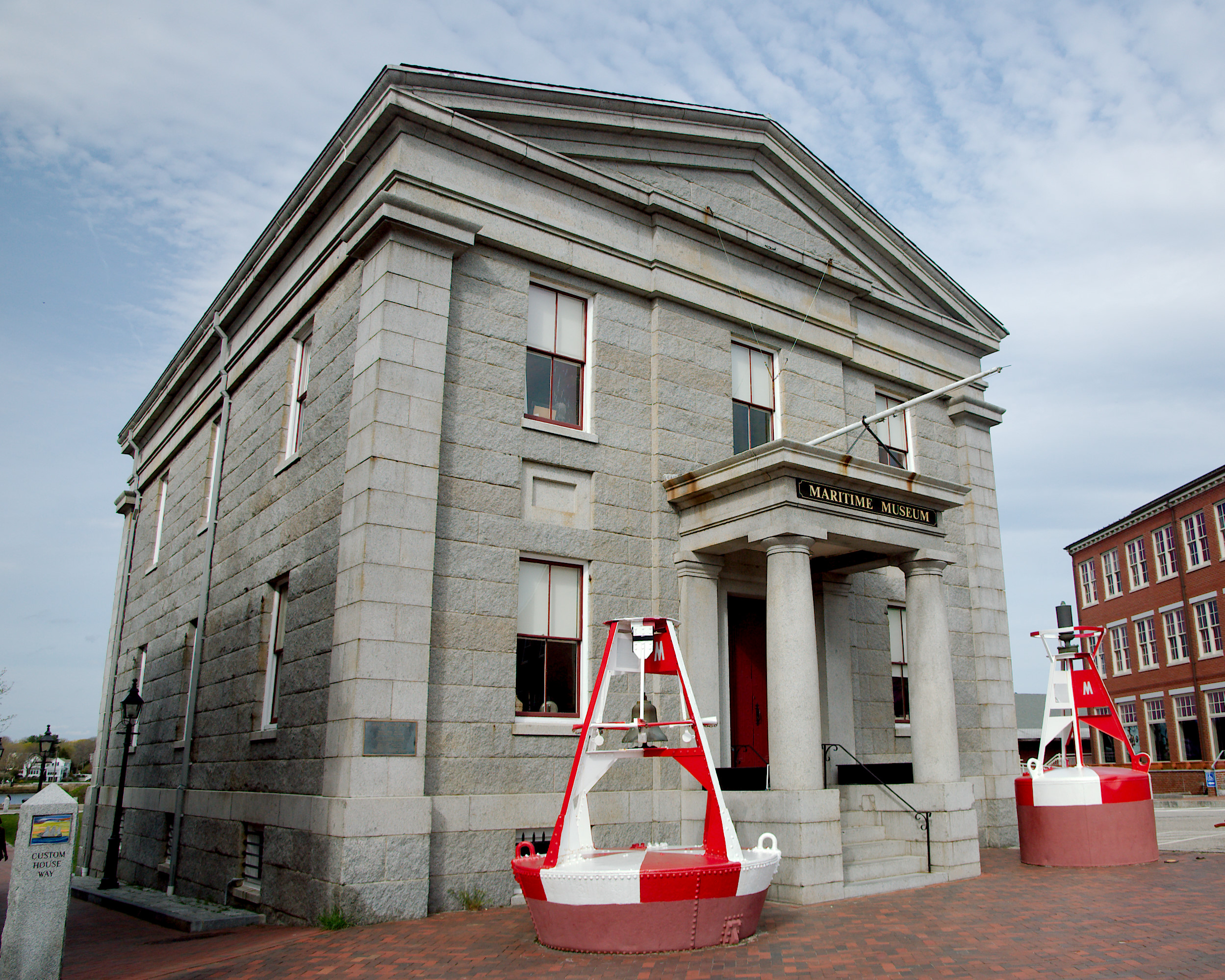
旧税関海洋博物館

著名で影響力あるイングランド人説教師で、アメリカにおける第一次覚醒運動にヒントを与えたジョージ・ホウィットフィールドが、1740年9月にニューベリーポートに到着した。その努力を復活する動きにより、オールド・サウス教会ができた。そこは1770年にホウィットフィールドが死んで埋葬された場所だった。
市内の歴史の証しとして次のものがある。
歴史的なできごと
- アメリカ沿岸警備隊初の基地
- クリッパー型帆船の最初のものが建造
- イギリスの茶税に反対する最初の「ティ・パーティ」反乱
- 州初の造幣敞と財務局ビル
- 最古の現役裁判所

歴史的な家屋と博物館
- クッシング邸博物館 & 庭園（1808年頃）
- ニューベリーポート税関博物館（1835年）、建築家ロバート・ミルズが設計

文学の中で
- H・P・ラブクラフトの小説『インスマウスの影』では、インスマス近くにあると言われている。 ラブクラフトは実際にニューベリーポートに基づいてインスマスの情景を描いた[7]
- 人類学者W・ロイド・ワーナーとその仲間が行ったヤンキー・シティ・プロジェクト、これまで行われた中で最も大望ある地域社会研究の対象になった

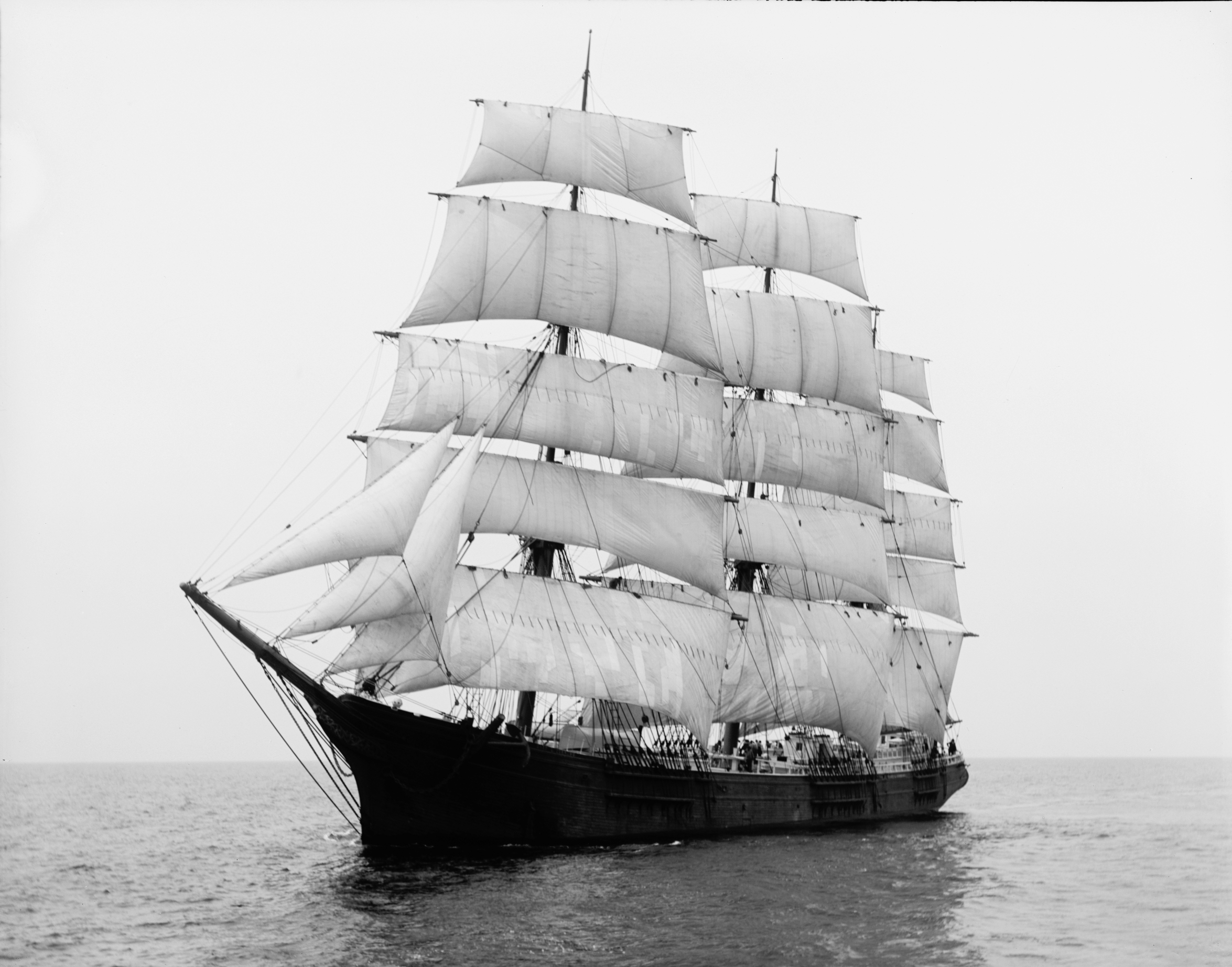
メアリー・L・クッシング、ニューベリーポートのドックで建造されたバーク型帆船

## 歴史保存
ニューベリーポートは過去に繁栄したにも拘わらず、1950年代から1960年代には、幾つかの要因で中心街が衰退した。特にショッピングセンターが地元事業を無くし、自動車の利用を増したことが挙げられる。主要ハイウェイが建設され、ローレンスやローウェルのような大型都市の商圏にとりこまれた。その結果、1970年までにニューベリーポートの歴史ある中心街は荒廃した。市の中心街を活性化するアイディアは多くあり、ホテルや新店舗、さらにはショッピングセンターを建設するものまであり、幾つかの建物が解体された。しかし、土壇場になって市はその考え方を変え、その歴史ある建築物の大半を守る連邦政府の助成金に署名した。1970年代初期に改築と改修が始まり、ほぼ10年間続いた。当初はステート通り沿いであり、イン通り沿いに歩行者遊歩道が創設された。ニューベリーポートは保存主義者達から、如何に市の建築物と遺産を機能させ使いながら維持するかを示す例としてあげられることが多い。

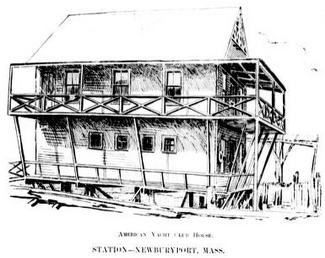
アメリカン・ヨットクラブ・ハウス、1894年頃
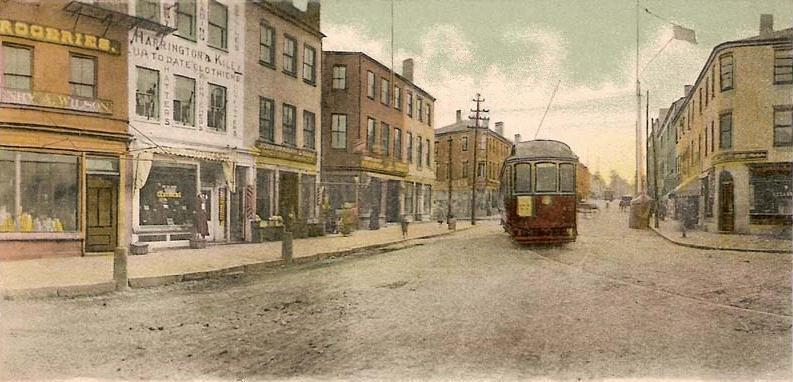
ステート通り、1906年頃、トロリー、店舗の前面、舗装を除いてこの状態が維持されている
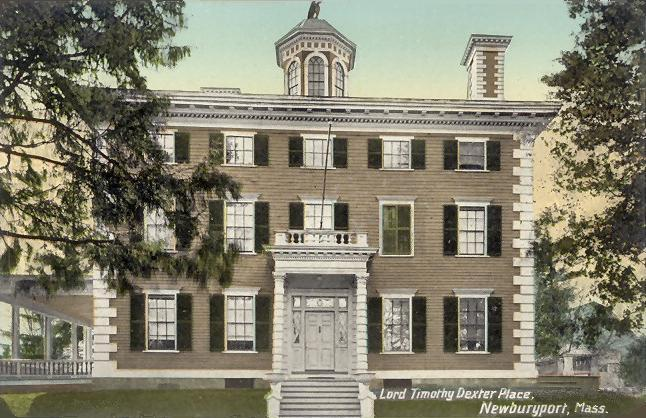
デクスター邸、1908年頃、奇人ティモシー・デクスター卿の邸宅だった
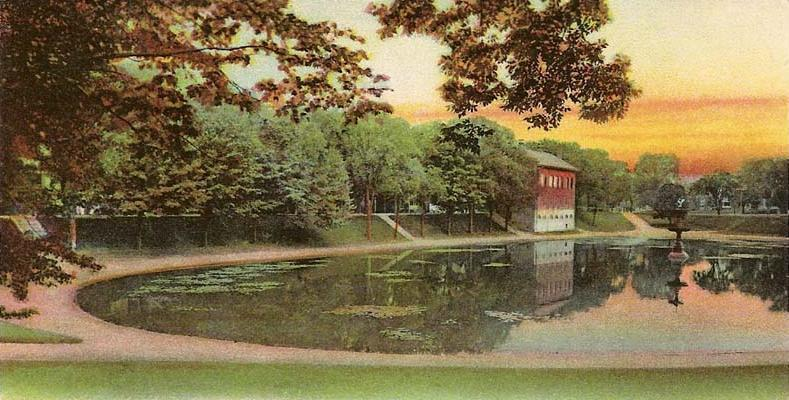
フロッグ池、1905年頃、背景にハイ通り、中央の建物は旧庁舎
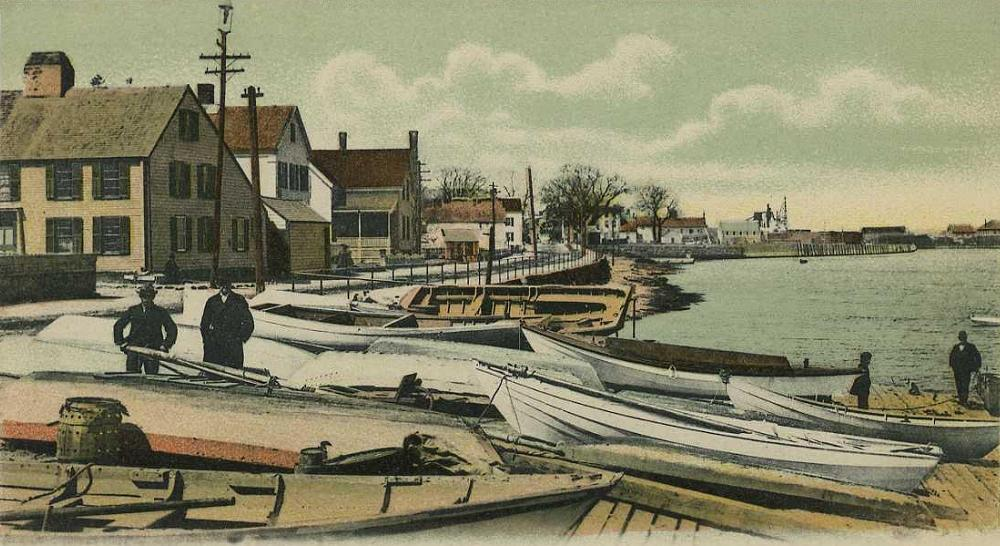
ジョッパ・ランディング、1906年頃、ボートは釣り船（ドーリー）、家屋は今も残っているが、上陸場とボートは無くなり、通りは改良された

## 地理

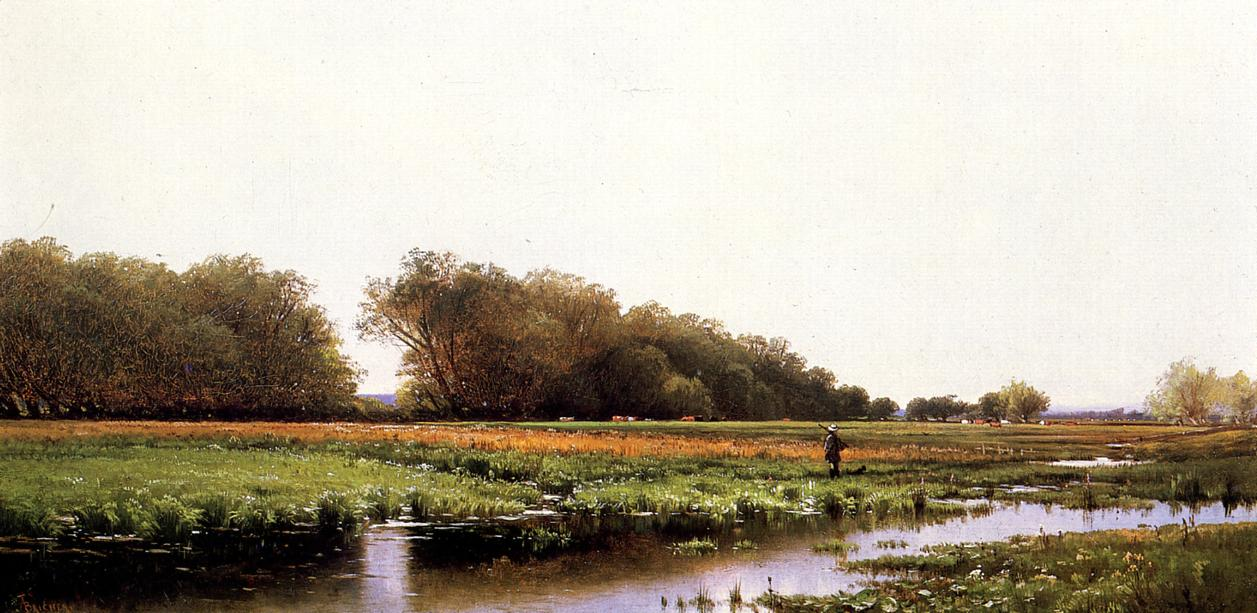
『オールド・ニューベリーポートの草原の狩猟者』1873年頃、アルフレッド・トンプソン・ブリヒャー画、リトル川近くとみられる。

ニューベリーポート市は北緯42度48分45秒 西経70度52分39秒 / 北緯42.81250度 西経70.87750度 (42.812391, −70.877440)に位置している。
アメリカ合衆国国勢調査局に拠れば、市域全面積は10.6平方マイル (27 km2)であり、このうち陸地8.4平方マイル (22 km2)、水域は2.2平方マイル (5.7 km2)で水域率は20.77%である
ニューベリーポート市はマサチューセッツ州の北海岸部にある。メリマック川の南岸で、川とニューベリー湿地の間に位置している。造船所は現在ボート製作所となり、今でも活動している。それらが川岸に広がっていた。川岸をメリマック通りが走り、上流の松の木で覆われた崖に岸が合流するところで終わっている。植民地時代の住居がメリマック通りから尾根の頂上近くをそれと平行に走るハイ通りまでに広がっている。海洋に出て行った事業家の家がハイ通りに並んでいる。住人が帰ってくる帆船を見張ることができた屋根の上の見晴台を多くの家が備えている。ほとんど全ての家は素晴らしい花の庭園を維持しており、その大半は植民地時代から続くものである。ステート通り、グリーン通り、マーケット通りなど様々な通りがメリマック通りとハイ通りを繋いでいる。尾根の頂部は、ニューベリーポート高校や近くのアンナ・ジャックス病院など後の施設を造るために理想的な場所だった。この尾根は川の反対側で急に湿地に落ち込んでいる。その縁にそって3つめの平行路ロー通りが走っている。
ニューベリーポート中心街を越えたジョッパ・フラッツでは、川岸が徐々に湿地に降っている。プラム島ターンパイクは、プラム島川がメリマック川河口に繋がる場所の直ぐ南にある狭い場所の土手道で、湿地の上を走っている。そこに跳ね橋が建設され、島への唯一の道路となった。ニューベリーポートの側、湿地の外れには小さなプラム島空港が建設された。市域に入るプラム島の部分は他に市内に入る方法が無い。同様に本土とプラム島の西にあるウッドブリッジ島やシール島との間にも道路が無い。シール島はニューベリーポートとニューベリー両市に入っている。幾つかの公演と海浜が点在している。プラム島ポイントビーチ、シモンズビーチ、ジョッパ公園、ウォーターフロント公園、ウッドマン公園、モースリー・パインズ公園、アトキンソン・コモンおよびマーチズヒル公園である。ニューベリーポートの森が市の南西隅にあり、モーズレイ州立公園は市の北西部、メリマック川岸にある。
ニューベリーポートはボストンの北北東60キロメートル、ローレンスの東北東31キロメートル、ポーツマスの南南東34キロメートルに位置している。ニューハンプシャー州境から8キロメートル南にあり、東はメイン湾、大西洋に接している。南にニューベリー、西にウェストニューベリー、北西にエイムズベリー、北にソールズベリーの町がある。
| ニューベリーポート（1981年-2010年平均）の気候 | ニューベリーポート（1981年-2010年平均）の気候 | ニューベリーポート（1981年-2010年平均）の気候 | ニューベリーポート（1981年-2010年平均）の気候 | ニューベリーポート（1981年-2010年平均）の気候 | ニューベリーポート（1981年-2010年平均）の気候 | ニューベリーポート（1981年-2010年平均）の気候 | ニューベリーポート（1981年-2010年平均）の気候 | ニューベリーポート（1981年-2010年平均）の気候 | ニューベリーポート（1981年-2010年平均）の気候 | ニューベリーポート（1981年-2010年平均）の気候 | ニューベリーポート（1981年-2010年平均）の気候 | ニューベリーポート（1981年-2010年平均）の気候 | ニューベリーポート（1981年-2010年平均）の気候 |
| 月                                            | 1月                                           | 2月                                           | 3月                                           | 4月                                           | 5月                                           | 6月                                           | 7月                                           | 8月                                           | 9月                                           | 10月                                          | 11月                                          | 12月                                          | 年                                            |
| --------------------------------------------- | --------------------------------------------- | --------------------------------------------- | --------------------------------------------- | --------------------------------------------- | --------------------------------------------- | --------------------------------------------- | --------------------------------------------- | --------------------------------------------- | --------------------------------------------- | --------------------------------------------- | --------------------------------------------- | --------------------------------------------- | --------------------------------------------- |
| 平均最高気温 °F （°C）                        | 33.9 (1.1)                                    | 36.9 (2.7)                                    | 44.7 (7.1)                                    | 56.6 (13.7)                                   | 66.5 (19.2)                                   | 75.1 (23.9)                                   | 81.2 (27.3)                                   | 80.5 (26.9)                                   | 73.7 (23.2)                                   | 61.3 (16.3)                                   | 51.2 (10.7)                                   | 39.5 (4.2)                                    | 58.4 (14.7)                                   |
| 平均最低気温 °F （°C）                        | 16.3 (−8.7)                                   | 18.4 (−7.6)                                   | 25.4 (−3.7)                                   | 35.2 (1.8)                                    | 45.1 (7.3)                                    | 55.1 (12.8)                                   | 60.6 (15.9)                                   | 59.6 (15.3)                                   | 52.0 (11.1)                                   | 40.8 (4.9)                                    | 32.3 (0.2)                                    | 22.2 (−5.4)                                   | 38.6 (3.7)                                    |
| 降水量 inch （mm）                            | 3.61 (91.7)                                   | 3.56 (90.4)                                   | 4.84 (122.9)                                  | 4.70 (119.4)                                  | 4.30 (109.2)                                  | 4.08 (103.6)                                  | 3.83 (97.3)                                   | 3.42 (86.9)                                   | 4.01 (101.9)                                  | 4.72 (119.9)                                  | 4.43 (112.5)                                  | 4.25 (108)                                    | 49.75 (1,263.7)                               |
| 降雪量 inch （cm）                            | 18.0 (45.7)                                   | 12.8 (32.5)                                   | 10.1 (25.7)                                   | 2.2 (5.6)                                     | 0 (0)                                         | 0 (0)                                         | 0 (0)                                         | 0 (0)                                         | 0 (0)                                         | 0 (0)                                         | 1.8 (4.6)                                     | 10.4 (26.4)                                   | 55.3 (140.5)                                  |
| 平均降水日数 （≥0.01 in）                     | 10.8                                          | 9.2                                           | 11.3                                          | 11.3                                          | 12.4                                          | 12.2                                          | 10.4                                          | 9.5                                           | 9.3                                           | 9.9                                           | 11.1                                          | 10.8                                          | 128.2                                         |
| 平均降雪日数 （≥0.1 in）                      | 6.9                                           | 4.9                                           | 3.8                                           | .9                                            | 0                                             | 0                                             | 0                                             | 0                                             | 0                                             | .1                                            | 1.1                                           | 4.6                                           | 22.3                                          |
| 出典：NOAA                                    |                                               |                                               |                                               |                                               |                                               |                                               |                                               |                                               |                                               |                                               |                                               |                                               |                                               |

## 人口動態

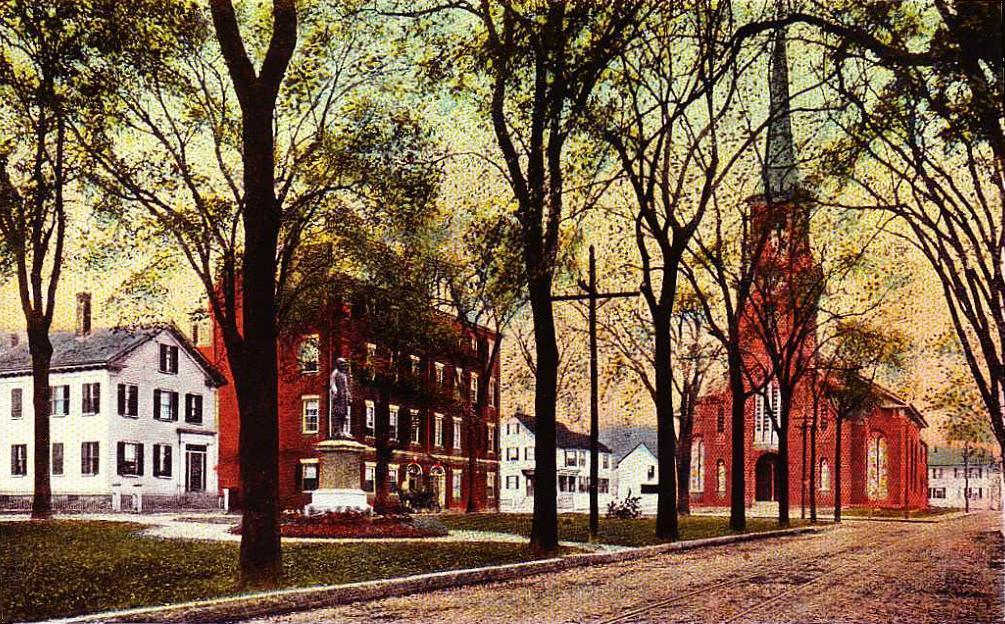
1913年のブラウン広場、市役所前から望む。彫像は「解放者のガリソン」である。

以下は2010年国勢調査による人口統計データである。
| 基礎データ - 人口: 17,416 人 - 世帯数: 8,264 世帯 - 家族数: 4,428 家族 - 人口密度: 792.0人/km2（2,086.2 人/mi2） - 住居数: 7,897 軒 - 住居密度: 363.8軒/km2（942.0 軒/mi2） 人種別人口構成 - 白人: 88.2% - アフリカン・アメリカン: 4.6% - ネイティブ・アメリカン: 0.1% - アジア人: 0.61% - 太平洋諸島系: 0.01% - その他の人種: 0.16% - 混血: 1.2% - ヒスパニック・ラテン系: 3.7% 先祖による構成 - アイルランド系：25% - イギリス系：16% - イタリア系：11% - フランス系：7% - ドイツ系：6% | 年齢別人口構成 - 18歳未満: 20.7% - 18-24歳: 4.4% - 25-44歳: 32.7% - 45-64歳: 28.2% - 65歳以上: 14.0% - 年齢の中央値: 41歳 - 性比（女性100人あたり男性の人口） - 総人口: 86.7 - 18歳以上: 82.9 世帯と家族（対世帯数） - 18歳未満の子供がいる: 25.9% - 結婚・同居している夫婦: 47.7% - 未婚・離婚・死別女性が世帯主: 8.5% - 非家族世帯: 41.1% - 単身世帯: 33.1% - 65歳以上の老人1人暮らし: 9.7% - 平均構成人数 - 世帯: 2.24人 - 家族: 2.90人 収入と家計 - 収入の中央値 - 世帯: 78,557米ドル - 家族: 103,306米ドル - 性別 - 男性: 51,831米ドル - 女性: 37,853米ドル - 人口1人あたり収入: 34,187米ドル - 貧困線以下 - 対人口: 5.2% - 対家族数: 2.8% - 18歳未満: 4.5% - 65歳以上: 6.9% |

## 市政府
ニューベリーポートは2011年に新しい憲章を採択し、2013年に有効となった。これにより4年任期の1人の市長と、11人の委員による市営委員会が統治することになった。20世紀半ばには典型的な「小さな町」の形態を採り、市長で活動家のエド・モーリンが推進したが、モーリンは2005年に死んだ。
| 民主党 | 4,058  | 31.42% |
| 共和党 | 1,700  | 13.16% |
| 無党派 | 7,095  | 54.94% |
| 少数党 | 61     | 0.47%  |
| 合計   | 12,914 | 100%   |

## 交通
州間高速道路95号線が市の西側を通り、マサチューセッツ州道113号線との交差点が出口になっている。州道113号線はその東端がアメリカ国道1号線と州道1号線代替路にある。州道1号線代替路は113号線と合流してニューベリーに向かう。国道1号線と州道1号線代替路はニューベリーポート・ターンパイク橋でメリマック川を渡る。元はステート通りを辿り、メリマック通りとウォーター通りで泊まり、渡し船でソールズベリーに渡っていた。ニューベリーポート・ターンパイク橋はメリマック川を渡す最も東の橋である。上流ではニューベリーポート鉄道橋（ターンパイク橋の直ぐ西）、この川では最古クラスであるチェイン橋、州間高速道路95号線をエイムズベリーに渡すウィッティア記念橋がある。メリマック・バレー地域交通公社が、市とヘイブリルの間のバス便を運行しているが、他のバス路線は無い。MBTA通勤鉄道のニューベリーポート/ロックポート線では北の終着駅であり、北海岸部各都市を抜けてボストン市北駅に至る。最も近い商業空港はボストンのローガン国際空港である。

## 教育

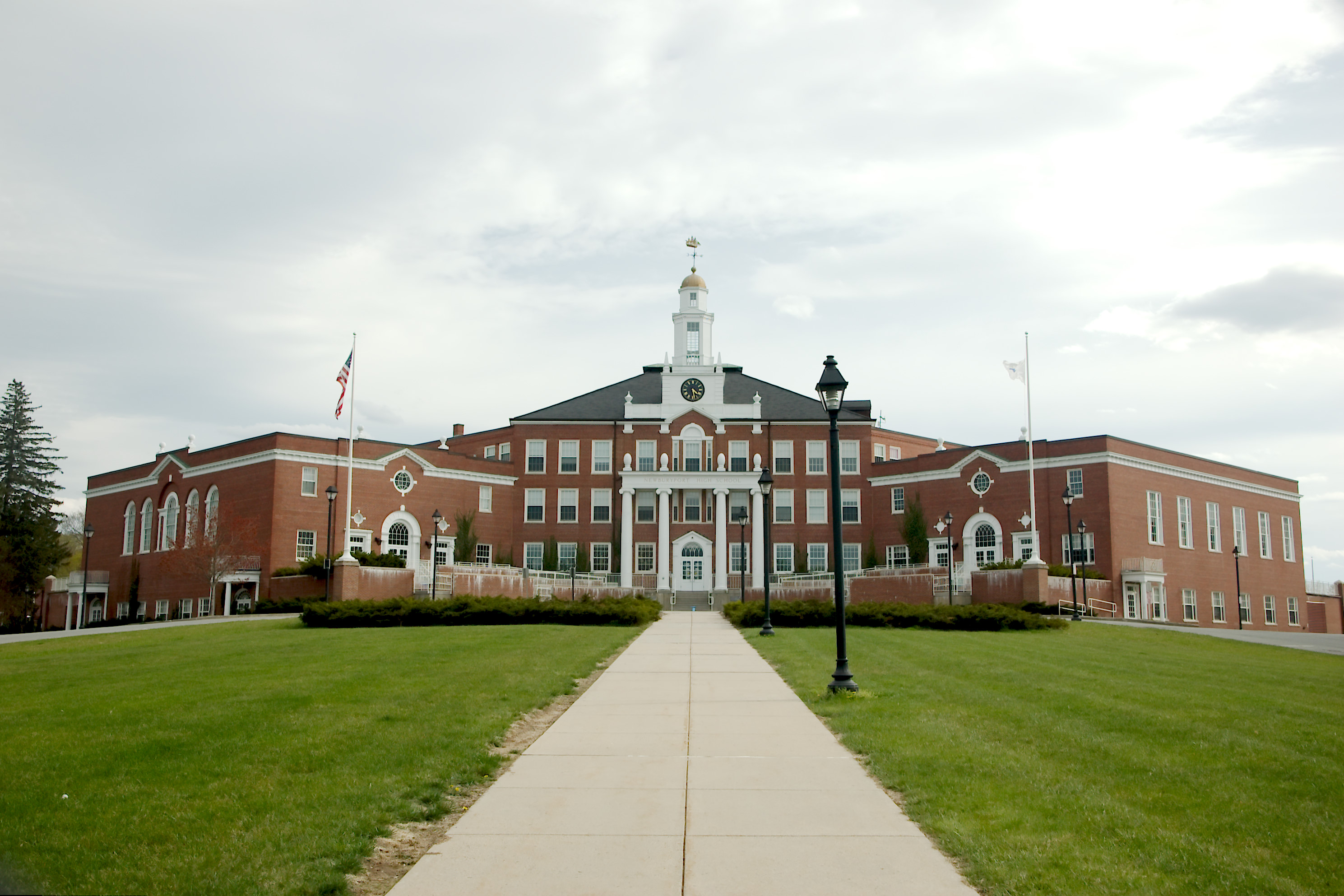
ニューベリーポート高校

ニューベリーポート高校が今ある場所は20世紀初期にハーバード大学から買収した。この高校は国内最古クラスの公立高校である。
市内の公共教育はニューベリーポート教育学区が管轄し、小学校3校、中学校1校、高校1校がある。その他チャータースクール1校、カトリック系学校1校、モンテッソリ学校2校がある。
市内にはメリマック・バレー図書館コンソーシアムに属するニューベリーポート公共図書館がある。

## 行事

### ヤンキー・ホームカミング
ヤンキー・ホームカミングはニューベリーポートに帰郷する出身者を祝う毎年の祭である。1957年にニューベリーポート生まれのジョージ・キャッシュマンが経済に刺激を与え、市民の精神を高揚させるために始めた。
祭は1週間続く。初日の日曜日は「オールド・ファッションド・サンデイ」と呼ばれ、バートレット・モールで、アートショー、市内最古の消防車「ネプチューン8号」の展示などがあり、地元企業の多くが参加する。アンティーク・カーのパレードもある。グランドマーシャルや通りの多くの屋台が出る。
8日間で200以上のプログラムがある。毎晩マーケット・ランディング公園ではコンサートがある。そのほかニューベリーポート・ライオンズの16キロメートルと5キロメートルのロードレースがあり、中心街の通りと各地区を抜ける。土曜の夜には45分間の花火大会があり、明けた日曜日にはヤンキー・ホームカミングのパレードで締めくくられる。
このヤンキー・ホームカミングは国内でも2番目に古いホームカミング祭である。開始以来多くの慈善事業が行われてきた。

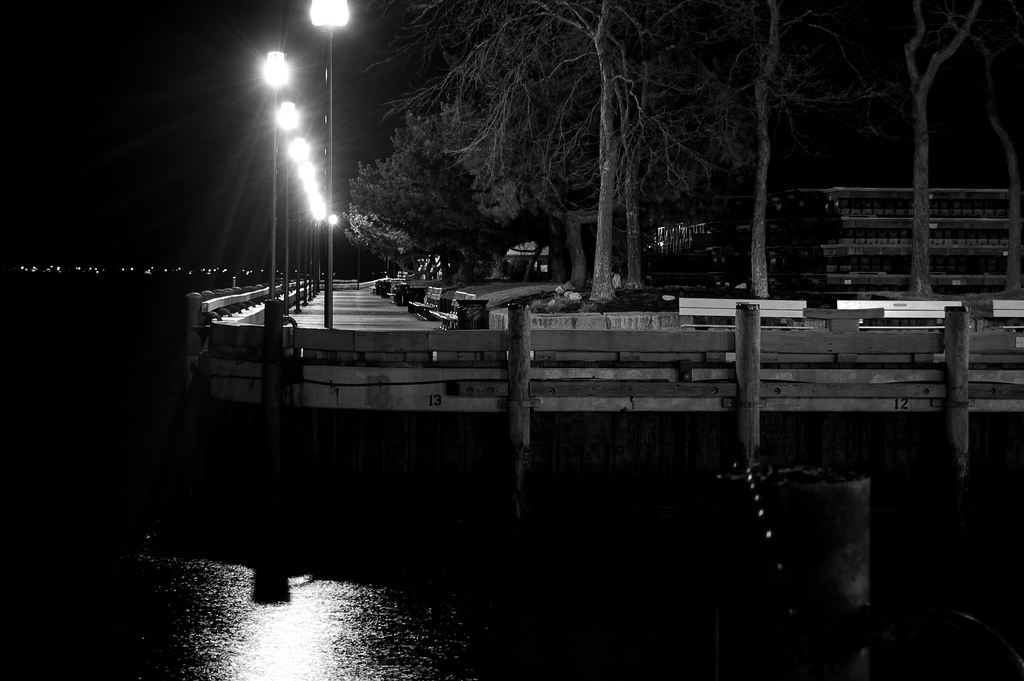
冬の夜のウォーターフロント・ボードウォーク

### ウォーターフロント・コンサート・シリーズ
中心街のウォーターフロント公園で、金曜日の夜に開催される無料コンサートはあらゆる年齢を対象にしている。ニューベリーポート商工会議所とウォーターフロント信託が提供し、地元保険会社のアーサー・S・ページ保険が後援している。

### ニューベリーポート文学祭
ニューベリーポート文学祭は2006年から毎年4月最終週末に、読書と文学に関する関心をあげるために市が始めた。地元著作家が多く招待されその著書にサインしたり談笑したりしており、児童達は学校を訪れる著作家にショーを見せている。定期的に参加している著作家として、アンドレ・デュバス3世、テス・ゲリットセン、ライナ・エスペイラトがいる。

## 見どころ

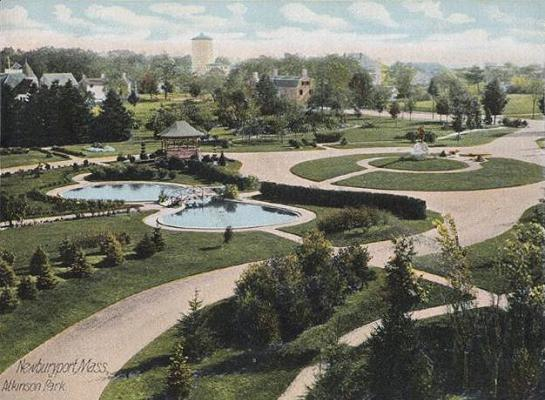
アトキンソン・コモン（1908年）

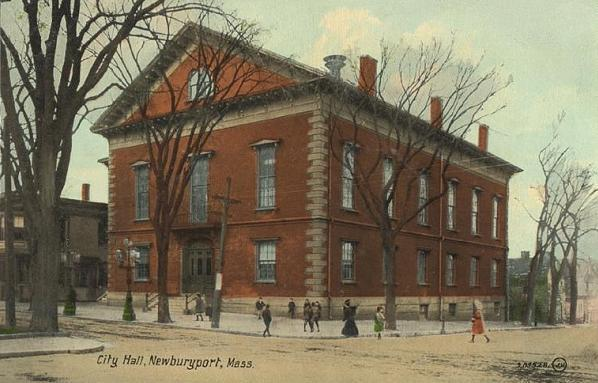
市役所（1910年頃）

ニューベリーポートは長い間に観光業を培ってきた。古風な中心街の商店街にはあらゆる年齢層にアピールする企業がある。マーケット広場を囲み、またステート通り沿いに企業やレストランがある。年間を通じてある祭の時には、コンサート、食事、娯楽を楽しむことができる。リバティ通りにある古い工場建物は、夏の間に小企業や地元のファーマーズ・マーケットに使われている。
ハイ通りは、連邦様式の建物が並んでおり、バートレット・モールのあるアトキンソン・コモン（1893年-1894年）から、チャールズ・ブルフィンチの設計したエセックス郡上級裁判所（1805年）まである。バートレット・モールは1801年に区画割りされ、1880年代にボストンの著名ランドスケープ・アーキテクトであるチャールズ・エリオットが再設計し、後にアーサー・シャークリフが改良した。
第一長老派教会は1756年からの歴史がある。時計塔の鐘はポール・リビアが鋳た。18世紀アメリカの著名人で福音伝道者のジョージ・ホウィットフィールドが、1770年にニューベリーポートで死ぬ前に、遺骸を「オールド・サウス」教会説教檀の下に埋めることを求めた。現在もそこに埋葬されている。
その他の見どころとしては、歴史あるウォーターフロント、市内南端にあるアットウッド公園、マーケット広場とイン通り、キャッシュマン公園、市役所前にあり、「解放者ガリソン」の像があるブラウン広場等がある。近年改修された市役所も瀟洒な古い建物であり、1階には国に奉仕して倒れた人物の肖像画ギャラリーがある。アトキンソン・コモンの中央記念碑に記されるものとして次のものがある。
- チェイン橋
- クッシング邸博物館 & 庭園
- ジョッパ・フラッツ教育センター & 野生生物保護区
- モーズレイ州立公園
- ニューベリーポート醸造社
- パーカー川国立野生生物保護区

## 大衆文化の中で
テレビ漫画『ファミリー・ガイ』のエピソード『The Hand That Rocks the Wheelchair』（車いすを揺する手）では、ニューベリーポートが言及された。
H・P・ラブクラフトのクトゥルフ神話の1つである小説『インスマウスの影』では、ニューベリーポートがインスマスのモデルであり、初めの部分の舞台になっている。

## 姉妹都市
- ケニア、ブラ
- ロシア、クラスノヤルスク地方、ジェレズノゴルスク

## 著名な出身者

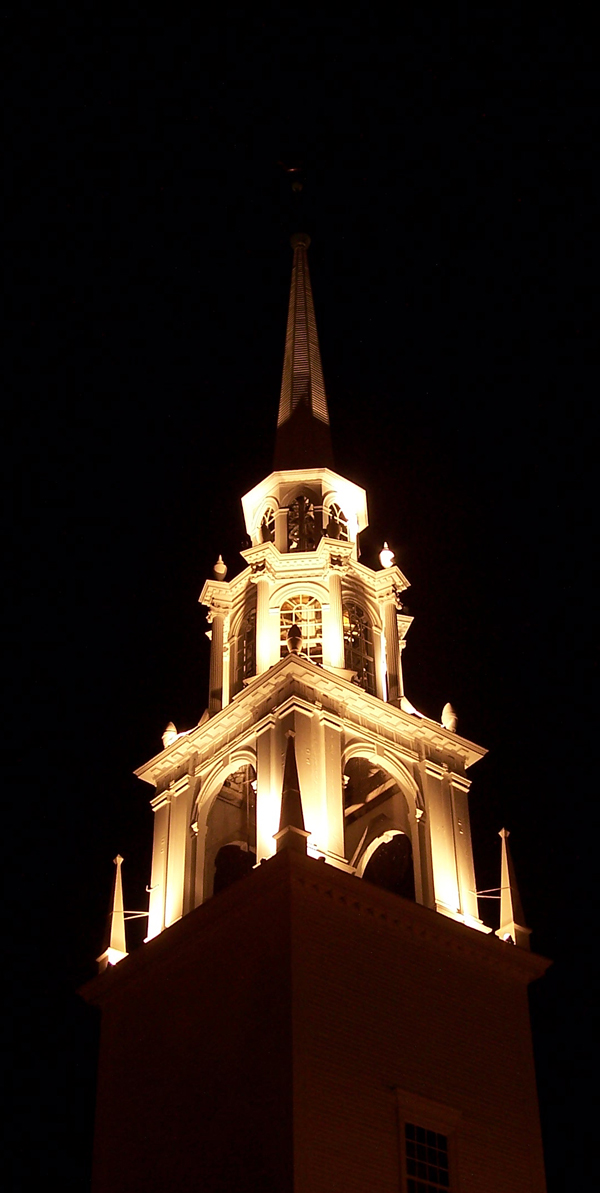
第一宗教教会（ユニタリアン）の集会所、1801年建設

- ジョン・クインシー・アダムズ（1767年-1848年）、第6代アメリカ合衆国大統領、ニューベリーポートには1787年から1788年まで住んだ
- ケイレブ・クッシング（1800年-1879年）、外交官、政治家、アメリカ合衆国司法長官
- ウィリアム・ロイド・ガリソン（1805年-1879年）、奴隷制度廃止運動家
- ルーファス・キング（1755年-1827年）外交官、政治家
- ロバート・マリケン（1896年-1986年）、1966年ノーベル化学賞受賞者
- マシュー・ソーントン（1714年-1803年）、アメリカ独立宣言署名者